# Anisozyga griseonotata
Anisozyga griseonotata là một loài bướm đêm trong họ Geometridae.